# Sauingen
Sauingen ist einer der insgesamt 31 Stadtteile der kreisfreien Stadt Salzgitter in Niedersachsen, gelegen in der Ortschaft Nordost.
Sauingen gehörte bis zum 28. Februar 1974 zum Landkreis Wolfenbüttel.

## Geographie
Sauingen liegt in der Ortschaft Nord-Ost der Stadt Salzgitter. Nördlich des Dorfes verläuft die A 39, die Sauingen vom Nachbarstadtteil Üfingen trennt. Im Osten befindet sich der Stichkanal, der von der 1964 erbauten Beddinger Brücke überspannt wird. Die nur für Fußgänger und Radfahrer freigegebene Brücke verbindet Sauingen mit Beddingen. Weiter im Süden trennt die Industriestraße Nord Sauingen und das etwa einen Kilometer entfernte Bleckenstedt. Dahinter ist die Industrieanlage der Salzgitter AG gut auszumachen. Im Südwesten befindet sich das ehemalige Eisenerzbergwerk Konrad, welches in das Endlager für radioaktive Abfälle mit vernachlässigbarer Wärmeentwicklung „Schacht Konrad“ umgebaut wird. Im Westen befindet sich hinter einer Anhöhe das so genannte Bruch, hinter dem der Landkreis Peine beginnt. Auf der Anhöhe stehen eine Reihe Windkraftanlagen.
Der Ort gliedert sich in einen alten Dorfkern um die Kirche, bestehend aus alten Gehöften, und einen neuen Teil, größtenteils Eigenheime.

## Geschichte
Der Ort wird erstmals 1022 urkundlich erwähnt. Die Wandmalereien der Kirche wurden bei einer Renovierung 1719 zerstört.
Am 1. März 1974 wurde Sauingen, das bis dahin dem Landkreis Wolfenbüttel angehörte, in die Stadt Salzgitter eingegliedert.

### Bevölkerungsentwicklung
| Jahr | Einwohner |
| ---- | --------- |
| 1821 | 267       |
| 1848 | 302       |
| 1871 | 276       |
| 1925 | 298       |
| 1933 | 288       |
| 1939 | 338       |
| 1946 | 495       |
| 1950 | 519       |

| Jahr | Einwohner |
| ---- | --------- |
| 1974 | 575       |
| 1980 | 584       |
| 1990 | 523       |
| 2000 | 536       |
| 2006 | 461       |
| 2010 | 455       |
| 2012 | 446       |
| 2014 | 437       |

| Jahr | Einwohner |
| ---- | --------- |
| 2016 | 416       |
| 2018 | 427       |
| 2019 | 419       |
| 2020 | 419       |
| 2021 | 422       |
| 2022 | 423       |
| 2023 | 413       |
| 2024 | 412       |

## Politik

### Wappen
Beschreibung: Auf rot-gold geständertem Feld ein rotes Seerosenblatt.
Im Mittelalter war Sauingen Hauptort des Gaues und damit Zentrum für Verwaltung und Rechtsprechung. Dieser Go-Grafschaft und Go-Gericht gehörten die Dörfer Sauingen, Alvesse, Beddingen, Bleckenstedt, Üfingen, Vallstedt und Wierthe an. Als Sitz einer Superintendentur war Sauingen auch das kirchliche Zentrum, dem noch die Orte Adersheim, Alvesse, Beddingen, Bleckenstedt, Fümmelse, Geitelde, Halchter, Groß Stöckheim, Steterburg und Vallstedt angehörten.
Das stilisierte Seerosenblatt im Zentrum des Wappenschildes steht für den Ortsnamen, der als „Siedlung in einem Feuchtgebiet“ gedeutet wird. Die Seerose findet sich auch mehrfach im anderen Wappen des Herzogtums Braunschweig. Die zum Zentrum verlaufenden Strahlen repräsentieren die Mittelpunktfunktion, die Sauingen für die umliegenden Dörfer ausübte. Die Farben Gold (gelb) und Rot sind die historischen Landesfarben des Herzogtums Braunschweig, dem Sauingen angehörte.
Das Wappen wurde im August 2010 in einer Bürgerversammlung als Ortswappen von Salzgitter-Sauingen angenommen.

## Kultur und Sehenswürdigkeiten

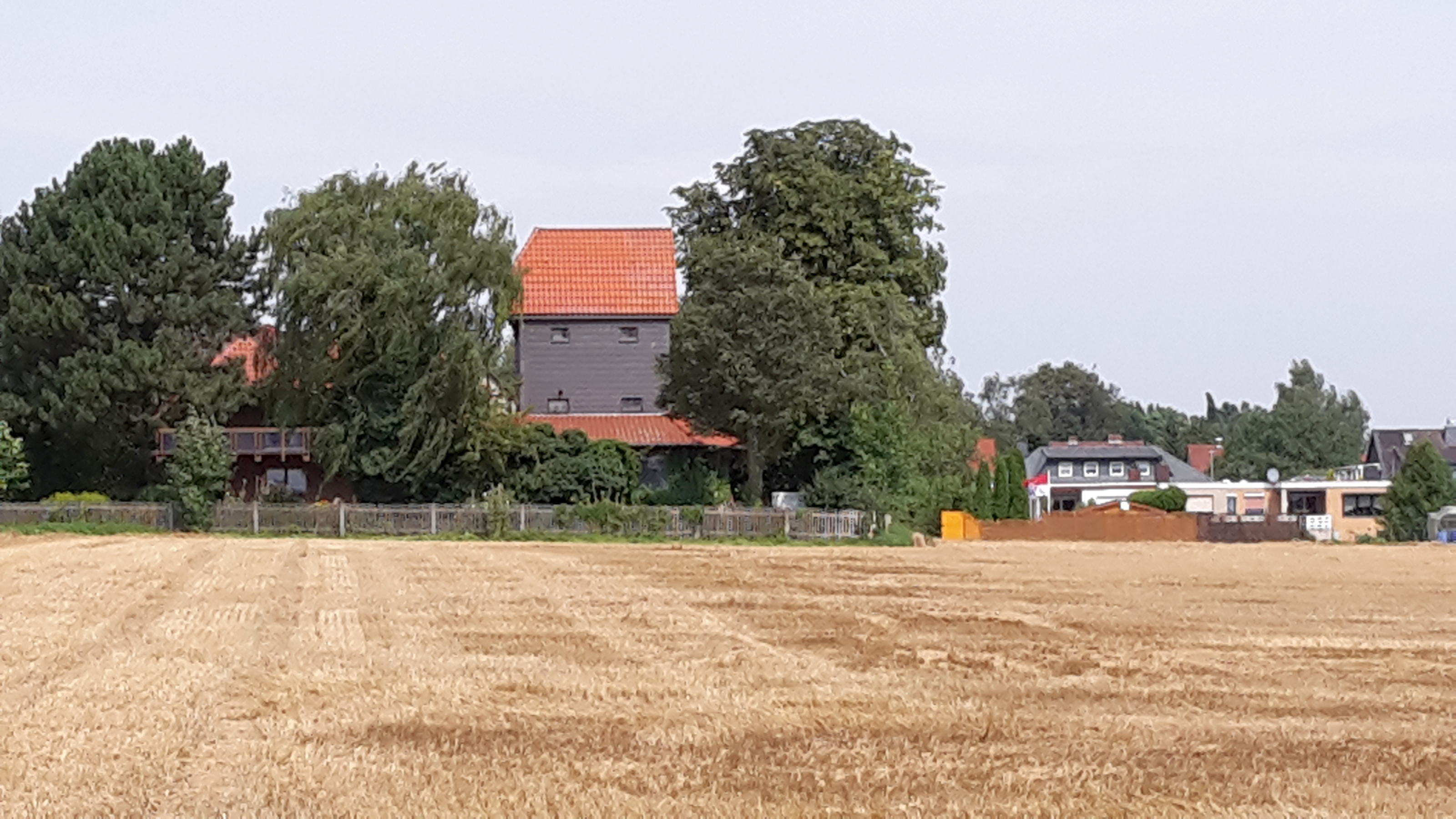
Ehemalige Mühle

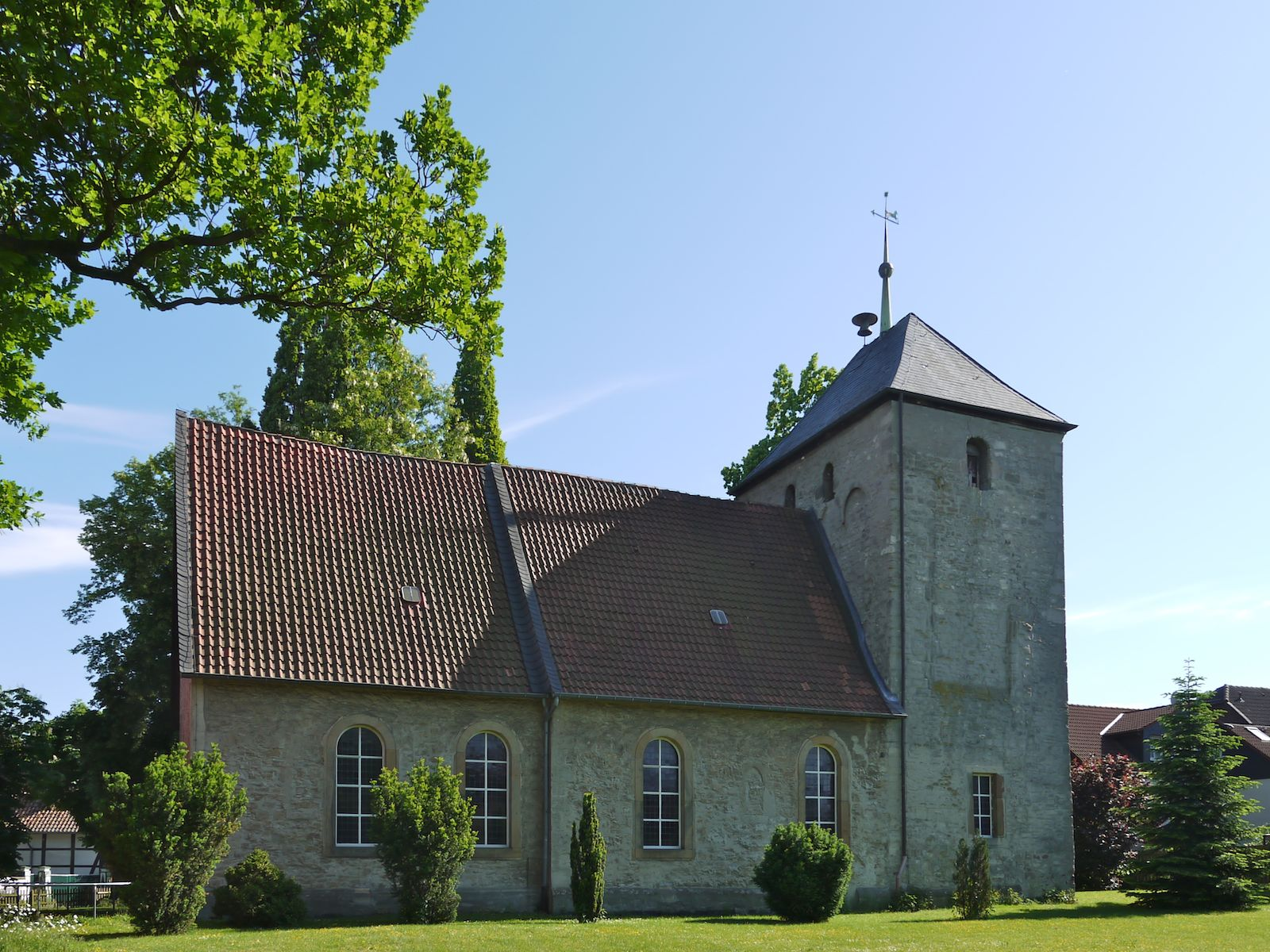
Evangelische Kirche von Sauingen

- Ehemalige Mühle am Südrand des Dorfes
- Denkmal zum Deutsch-Französischen Krieg 1871
- Evangelische Kirche

## Vereine
- „Schweinekasse“: Schweineversicherungsgesellschaft zu Uefingen und Sauingen von 1884 bis 2005